# Josep Pascó
Joseph Pascó y Mensa (San Feliú de Llobregat, 1855-Barcelona, 1910) fue un dibujante, cartelista y decorador español. 

## Biografía

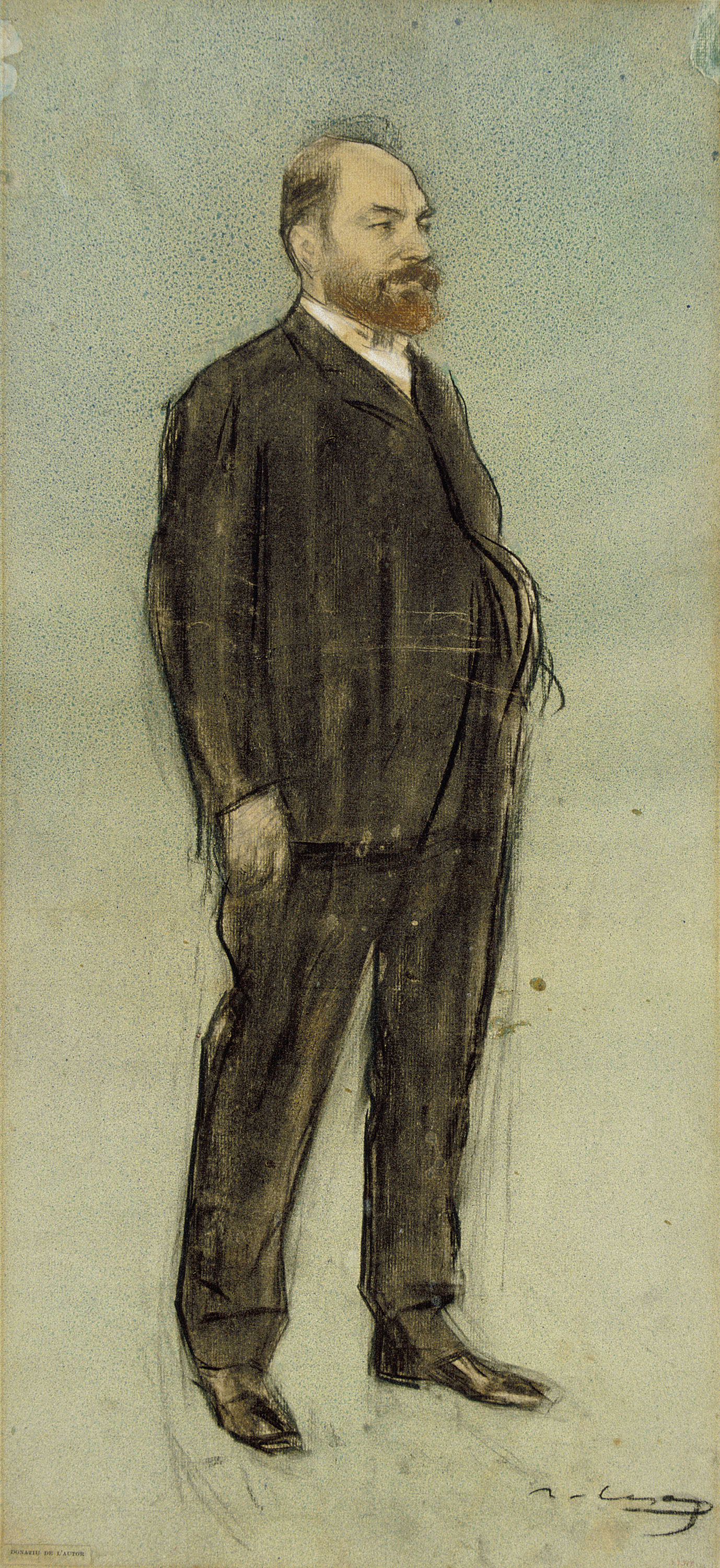
Retratado por Casas (MNAC)

Nació en 1855 en la localidad barcelonesa de San Feliú de Llobregat. Comenzó como pintor industrial de paredes, pero se decantó pronto por la pintura artística. Se formó en la Escuela de la Lonja de Barcelona con Simón Gómez y también aprendió en el taller del escenógrafo Josep Planella.
Durante algún tiempo se dedicó a la pintura de paisaje, pero sus condiciones como decorador le otorgaron un lugar distinguido en la ilustración de libros y en la ornamentación, pintando ya desde muy joven decorados para pequeñas compañías de teatro amateur.
En 1887 se fue a Madrid, donde trabajó en el Teatro Real y recibió el encargo de decorar el teatro Príncipe Alfonso, y ejerció la escenografía. En 1896 se fue a México a pintar el decorado del Gran Teatro Nacional, y al volver a la península se decantó por la ilustración. Se dedicó sobre todo a la ilustración de revistas, como Arte y Letras, y La Ilustració Catalana —donde firmaba con el seudónimo «Brisa»—, y a la decoración, por ejemplo en la residencia de Ramón Casas en Barcelona. 
Una de sus obras más originales fue la pintura de la bandera del Cau Ferrat de Sitges. Produjo también obras notables como pintor de pergaminos. Profesor de la Escuela Superior de Artes e Industrias de Barcelona, y director artístico de la revista Hispania, falleció el 22 de junio de 1910 en Barcelona.

## Notas

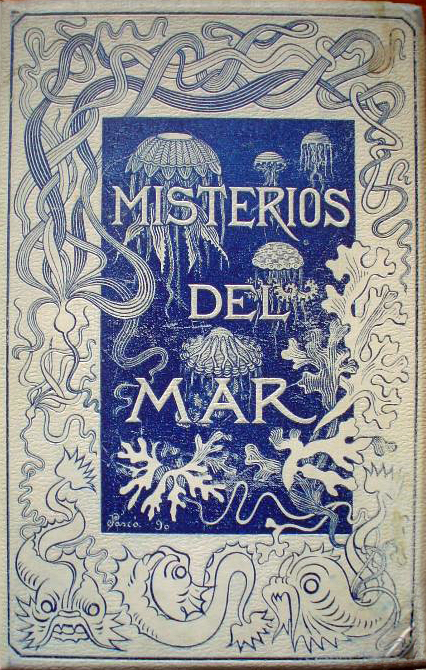
Misterios del mar (1891)
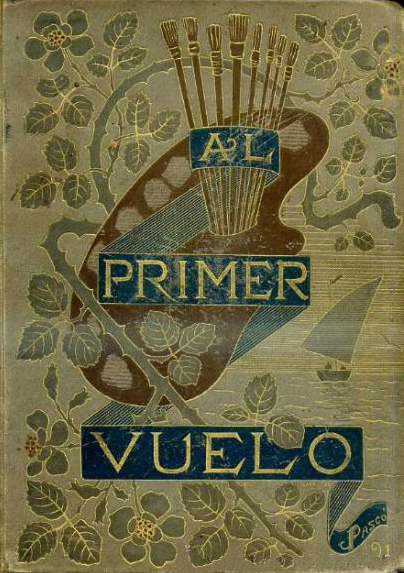
Al primer vuelo (1891)
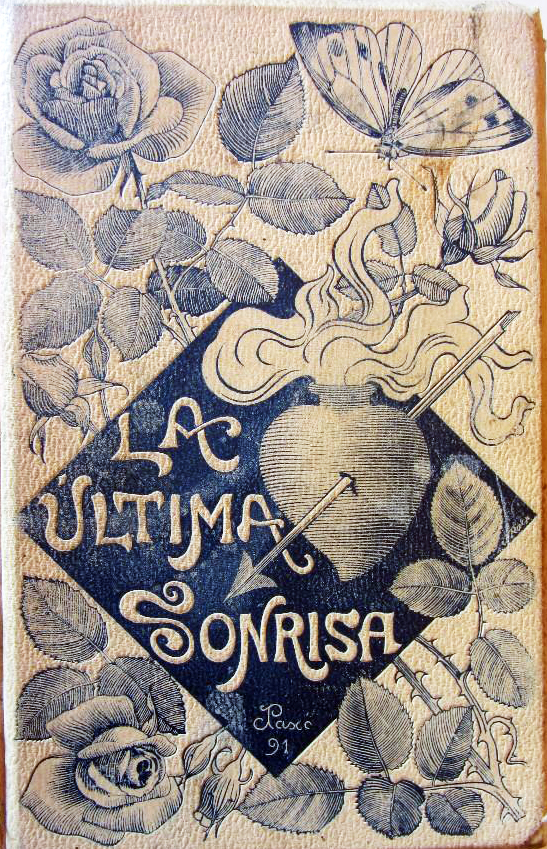
La última sonrisa (1891)
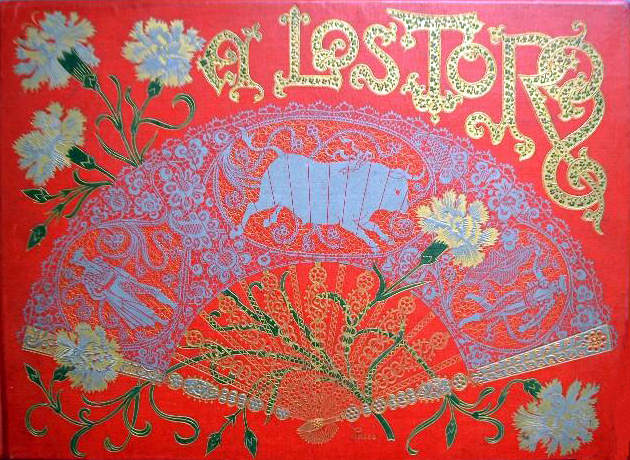
A los toros (1893)
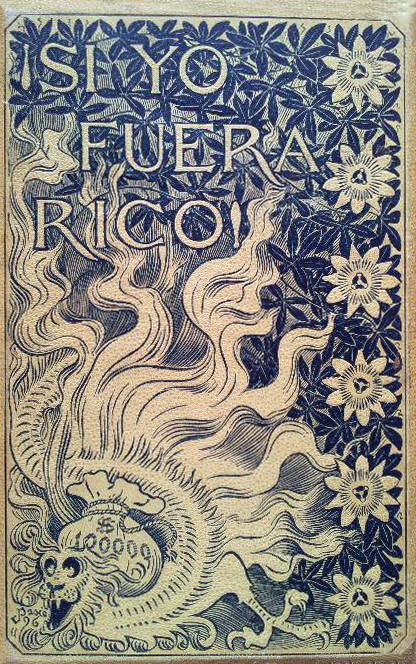
Si yo fuera rico (1896)